# Saarbrücker Rathauszyklus

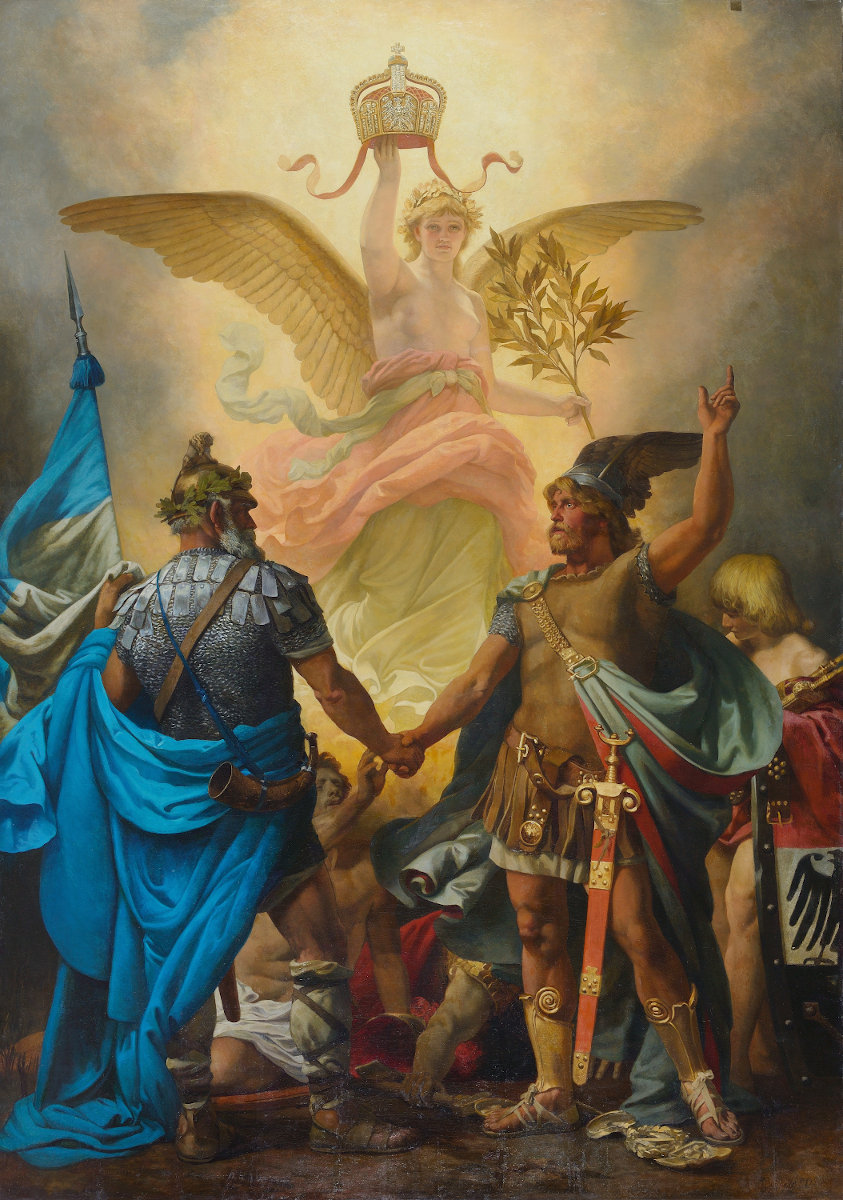
Anton von Werner: Victoria – Die Vereinigung von Nord- und Süddeutschland, Saarbrücker Rathauszyklus, Historisches Museum Saar

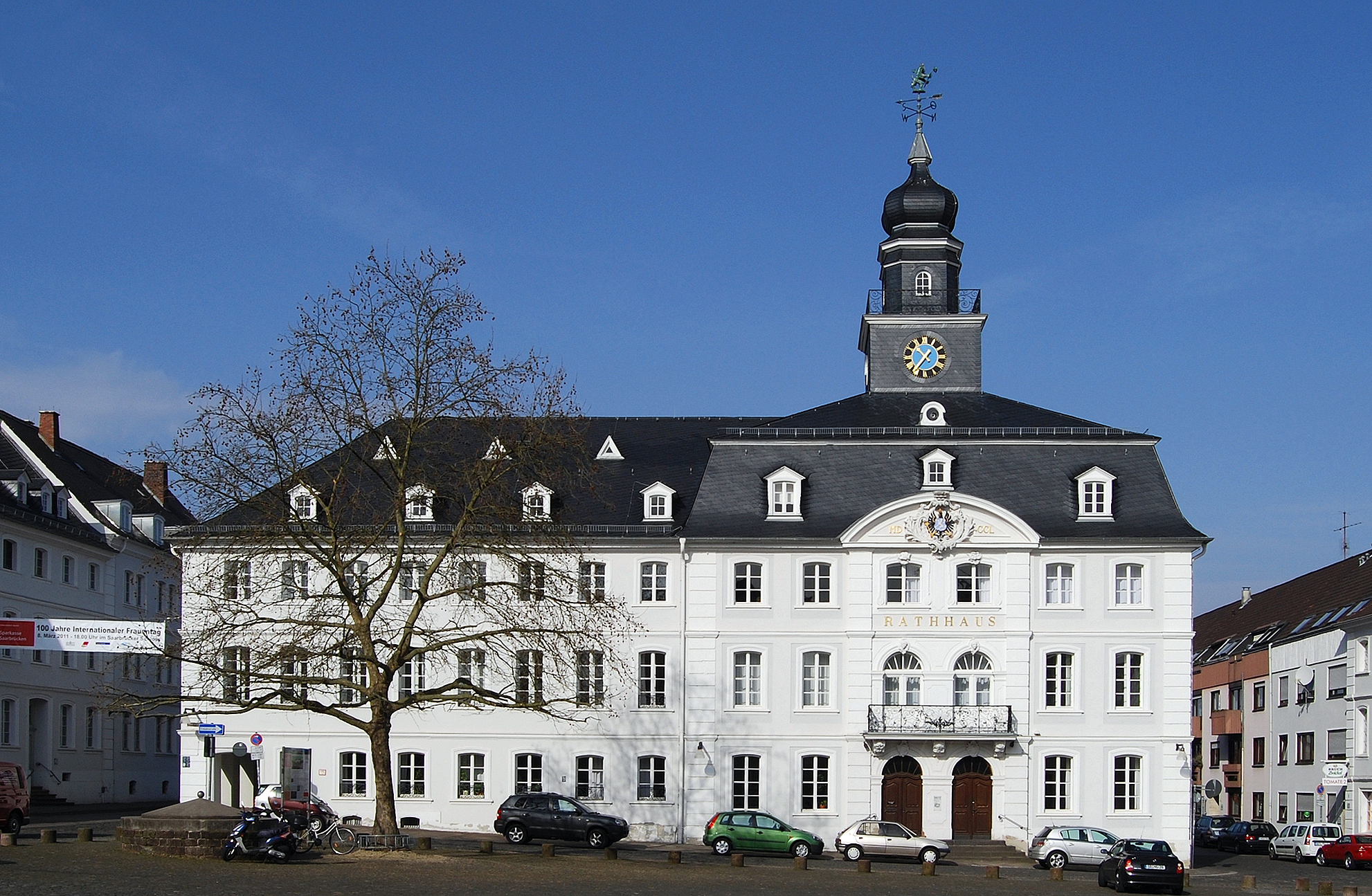
Altes Rathaus Saarbrücken

Der Saarbrücker Rathauszyklus ist ein Gemäldezyklus des Malers Anton von Werner aus dem Jahr 1880. Er stellt Ereignisse und Personen der Schlacht bei Spichern und des Deutsch-Französischen Krieges dar. Das Auftragswerk für den neu errichteten Ratssaal am damaligen Rathaus von Saarbrücken, dem heutigen Alten Rathaus in Alt-Saarbrücken, war seit dessen Zerstörung im Oktober 1944 der Öffentlichkeit nicht zugänglich. Seit März 2021 werden die Gemälde, die sich mittlerweile im Besitz des Historischen Museums Saar befinden, wieder öffentlich gezeigt.

## Vorgeschichte
Als Frankreich am 19. Juli 1870 dem Norddeutschen Bund den Krieg erklärte, überschritten noch am gleichen Tag französische Truppen die preußische Grenze und nahmen Saarbrücken am 28. Juli unter Beschuss. Am 2. August drangen sie in die Stadt ein. Das Eintreffen preußischer Truppen veranlasste die Franzosen zum Rückzug auf die Spicherer Höhen. Dort wurden sie am 6. August in der Schlacht bei Spichern von den Preußen angegriffen.
Die am St. Johanner Bahnhof, dem heutigen Saarbrücker Hauptbahnhof, eintreffenden preußischen Truppen wurden von den Bürgern der Saarstädte tatkräftig unterstützt. Inmitten des Kampfgeschehens kümmerte sich die Saarbrücker Dienstmagd Katharine Weißgerber um die verwundeten Soldaten beider Nationen, wofür sie später vom preußischen König Wilhelm mit dem Verdienstkreuz für Frauen und Jungfrauen ausgezeichnet wurde. Nachdem das Militärlazarett und die Kaserne von Saarbrücken mit Verwundeten überfüllt gewesen waren, wurden sie im städtischen Hospital versorgt, das von den Ärzten Dr. Hermann Jordan und Dr. Carl Schmidtborn geleitet wurde. In den zeitgenössischen Schilderungen der Schlacht wurde die Erstürmung der Spicherer Höhen unter der Führung des Generals Bruno von François sehr oft über ihre strategische Bedeutung hinaus als Heldentat und der Tod des Generals als Heldentod dargestellt.
Am 8. August besuchte König Wilhelm samt Gefolge die Stadt. Die Ankunft verlief anders, als sie später auf dem Gemälde dargestellt werden sollte: Die Saarbrücker und St. Johanner Stadtverordneten wollten den von Homburg über St. Ingbert anreisenden König am 7. August 1870 an der St. Johanner Banngrenze empfangen, doch Wilhelm I. verspätete sich um einen Tag. Ein regelrechter Empfang mit Honoratioren und Fahnenschmuck fand nicht statt, da die verspätete Ankunft des Königs nicht offiziell angekündigt war. Mit König Wilhelm erschienen dessen Bruder, Prinz Carl, Großherzog Karl Alexander von Sachsen-Weimar-Eisenach, Prinz Luitpold von Bayern, Erbgroßherzog Friedrich Franz von Mecklenburg-Schwerin, Graf Bismarck, Helmuth Karl Bernhard von Moltke und Kriegsminister Albrecht von Roon sowie ein Gefolge von 900 Begleitpersonen. Selbst Friedrich Quien, bei dem der König logieren sollte, war bei der Ankunft Wilhelms nicht anwesend und musste von seinem Schwiegersohn, dem Bankier Gustav Schlachter, vertreten werden. Die Begleiter König Wilhelms wurden bei Saarbrücker Honoratioren untergebracht. Erst auf Gerüchte hin strömte die Menge am späten Nachmittag zur Ankunft des Königs zusammen.

## Geschichte des Zyklus

### Erste Planungen
Am 11. Oktober 1870, zwei Monate nach der Schlacht von Spichern, wandte sich der Direktor des Saarbrücker Gymnasiums Wilhelm Hollenberg, der zuvor viele Jahre am Joachimthalschen Gymnasium gelehrt hatte und deswegen wahrscheinlich über Kontakte nach Berlin verfügte, in einem Brief an den preußischen Kultusminister Heinrich von Mühler und schlug darin vor, die jüngste Geschichte seines Schulgebäudes, das während der Schlacht als Lazarett gedient hatte und beschädigt worden war, mit einem patriotischen Bilderzyklus zu ehren. Der Minister erkannte in dieser Idee das staatliche Interesse und erweiterte sie dahingehend, der Stadt Saarbrücken aus Dankbarkeit für die Unterstützung in der Schlacht von Spichern und im Krieg 1870/1871 auf Kosten des preußischen Kulturfonds einen patriotischen Bilderzyklus zu schenken.  Als Standort wählte er den im Krieg stark zerstörten Bahnhof in der Saarbrücker Nachbarstadt St. Johann (heute Saarbrücken Hauptbahnhof), wofür der zuständige preußische Handelsminister Heinrich Friedrich von Itzenplitz sein Einverständnis erklärte. Als Bildmotiv sah der Kultusminister den Auszug König Wilhelms mit seinen Generalen aus dem Bahnhof unter dem Jubel der örtlichen Bevölkerung vor.
Mühler wandte sich für die künstlerische Ausführung an den Maler Anton von Werner. In einem ministeriellen Erlass vom 10. Dezember 1870 forderte er ihn nachdrücklich auf, die „historische Treue“ zu wahren, „denn bei einem historischen Gemälde aus der Gegenwart wird es mehr als in anderen Fällen der historischen Treue, namentlich auch rücksichtlich der Personen, welche an dem Ereignis teil hatten, bedürfen“. Werner lebte zu dieser Zeit in Karlsruhe und wollte sogleich nach Saarbrücken reisen. Er folgte jedoch im Januar 1871 einem Ruf des preußischen Kronprinzen Friedrich Wilhelm in sein Hauptquartier nach Versailles. Erst vor Ort erfuhr Werner, dass er die Kaiserproklamation malen solle. Den umfangreichen Auftrag zu erfüllen, war bis zur Fertigstellung der ersten Fassung des Gemäldes Die Proklamierung des deutschen Kaiserreiches (18. Januar 1871) im Jahr 1877 seine Hauptbeschäftigung.
Erste Zeichnungen zur Anbringung von Wandbildern im St. Johanner Bahnhofsgebäude datieren vom Jahr 1872. Sie legten mit der Erstürmung der Spicherer Höhen und der Ankunft König Wilhelms I. in Saarbrücken bereits die Themen der ausgeführten Hauptbilder fest. Die Stadt Saarbrücken hatte allerdings zunächst angemeldet, dass es eher ihren Vorstellungen entspräche, wenn die Begrüßung Wilhelms I. als Kaiser durch eine Abordnung rheinischer Städte auf dem Bahnhof in St. Johann am 16. März 1871 zur Darstellung gebracht worden wäre.

### Planungen für den Rathaussaal

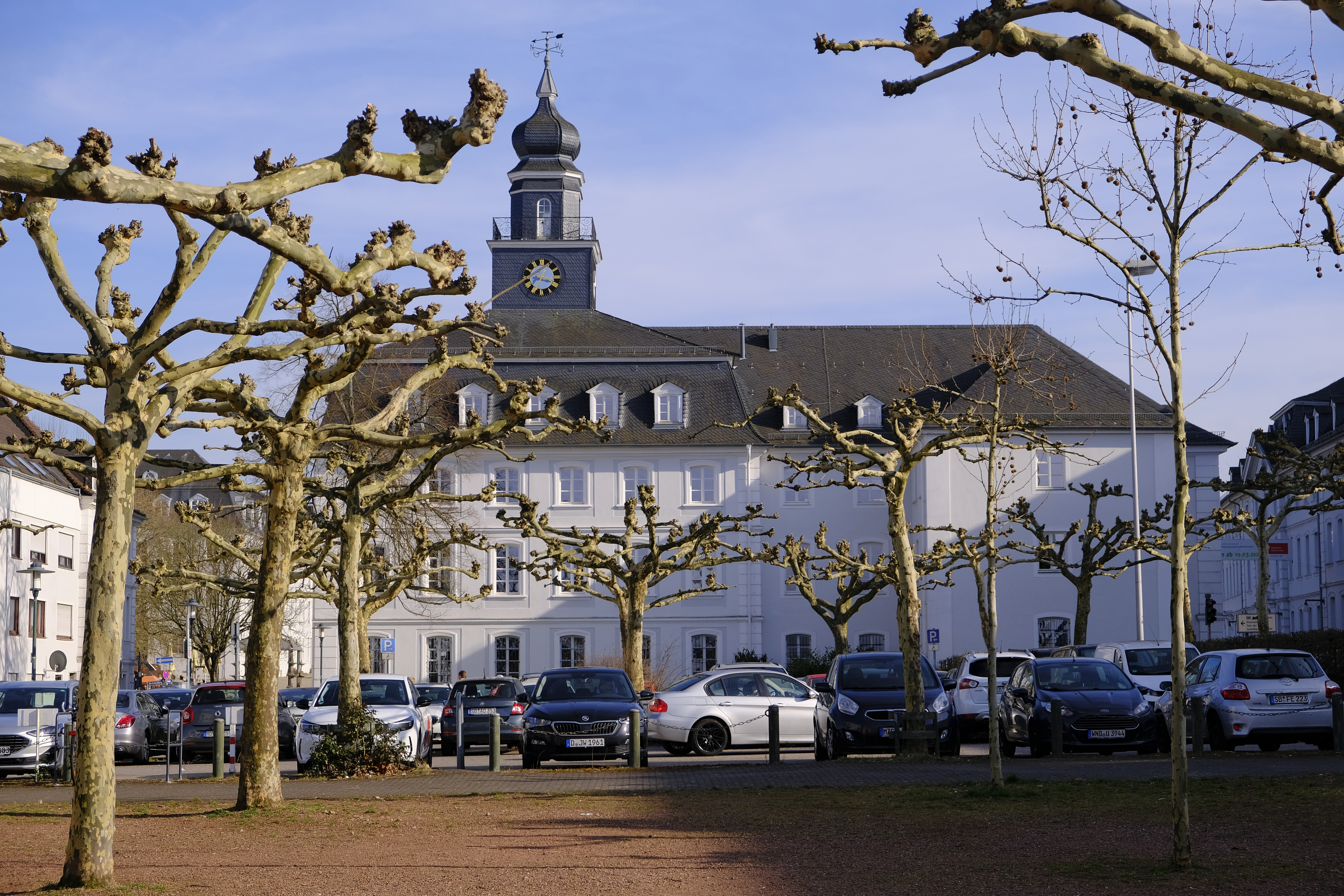
Rückwärtige Ansicht vom Nanteser Platz aus mit dem heutigen Parkplatz, dem ehemaligen Standort des Ratssaales

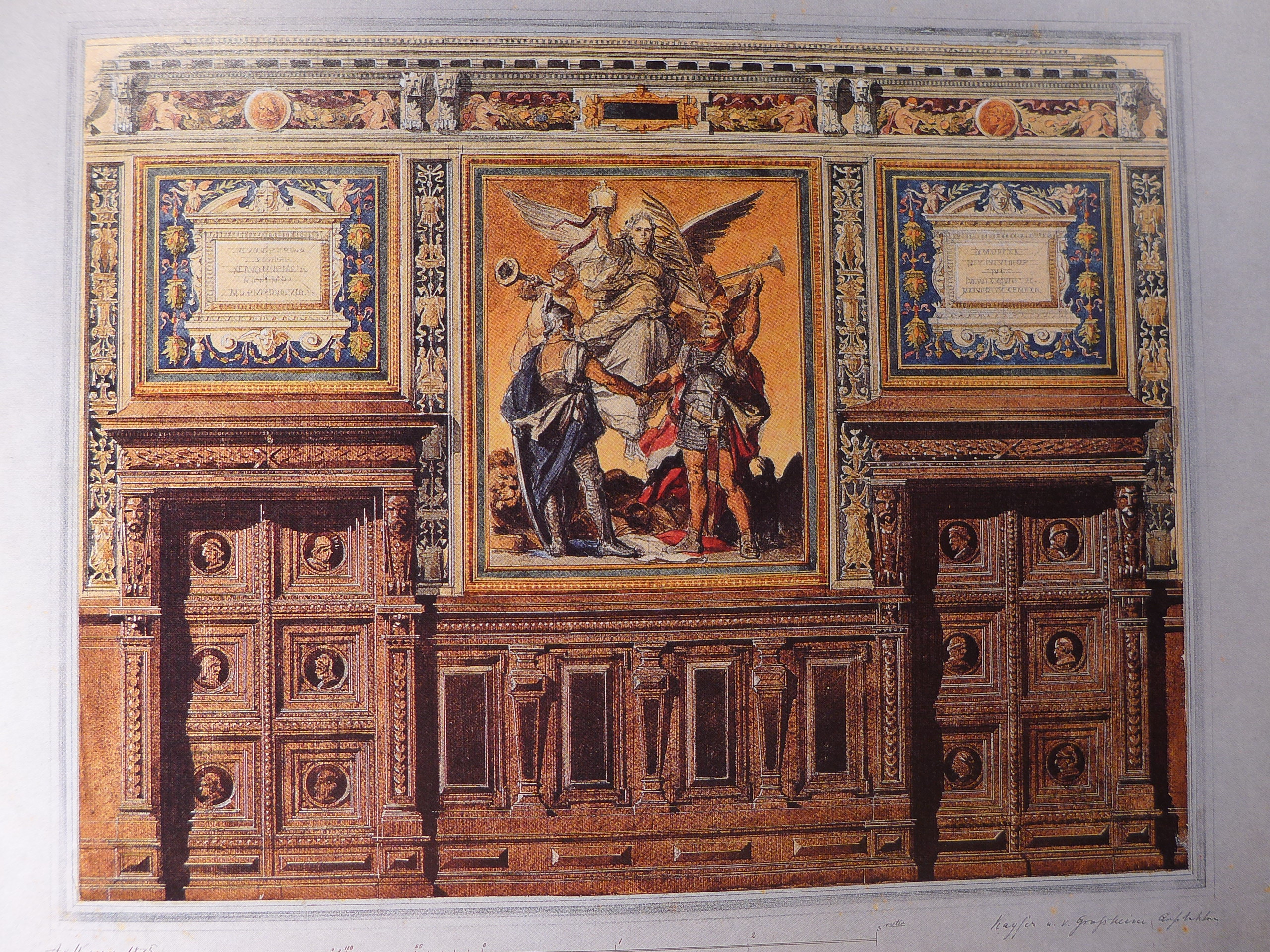
Anton von Werners Entwurf zur Wanddekoration mit dem „Victoria“-Gemälde

Nachdem eine Anbringung der Gemälde im Bahnhof verworfen und auch der vorübergehend favorisierte Standort im Neubau der Gewerbeschule nicht realisiert worden war, erging am 13. März 1874 aus dem Berliner Ministerium an die Stadtverwaltung Saarbrückens eine Anfrage, ob in der Nähe von Saarbrücken die Aufstellung eines auf die Kriegsereignisse sich beziehenden Kunstwerks möglich sei.
Um sich die in Aussicht gestellten Monumentalgemälde für die Stadt selbst zu sichern, beschloss die Stadtverordnetenversammlung umgehend, ein an das Saarbrücker Rathaus am Saarbrücker Schlossplatz unmittelbar angrenzendes Wohnhaus abzureißen und an dessen Stelle einen neuen Sitzungssaal zu bauen und diesen mit den Bildern auszuschmücken. Nachdem dieser Saarbrücker Plan in Berlin gutgeheißen worden war, ließ die Stadt Saarbrücken durch ihren Kommunalbaumeister Benzel einen neuen Ratssaal wie geplant errichten. Der Saal befand sich im ersten Geschoss des Anbaus und war 86 m2 groß.
Im Jahr 1875 legte Werner dem preußischen Kultusministerium kleine getuschte Entwürfe zu den Gemälden wie zur Ausgestaltung des neuen Saarbrücker Ratssaales vor. Für die Raumgestaltung gewann Werner die renommierten Berliner Architekten Heinrich Joseph Kayser und Karl von Großheim, die im Architektenteam Kayser & von Großheim vor allem im großbürgerlichen Villenbau im Stil der Neorenaissance tätig waren. Zum Büro gehörten unter anderem auch die Architekten Julius Graebner und Albert Gessner.
Nach einer Begutachtung durch die Preußische Landeskunstkommission erhielt Werner im Oktober 1875 seine Entwürfe vom preußischen Kultusminister Adalbert Falk zurück. Er wurde beauftragt, zwei größere farbige Zeichnungen anzufertigen. Die Kosten für die Ausführung sollten 65.000 Mark nicht übersteigen. Werner reiste in den Jahren 1876 und 1878 nach Saarbrücken, um vor Ort mit Augenzeugen zu sprechen, das Gelände zu erkunden und eine große Anzahl von Skizzen anzufertigen. Zahlreiche Einwohner aus Saarbrücken und St. Johann wurden dabei von Werner skizziert.

### Der Gemäldezyklus

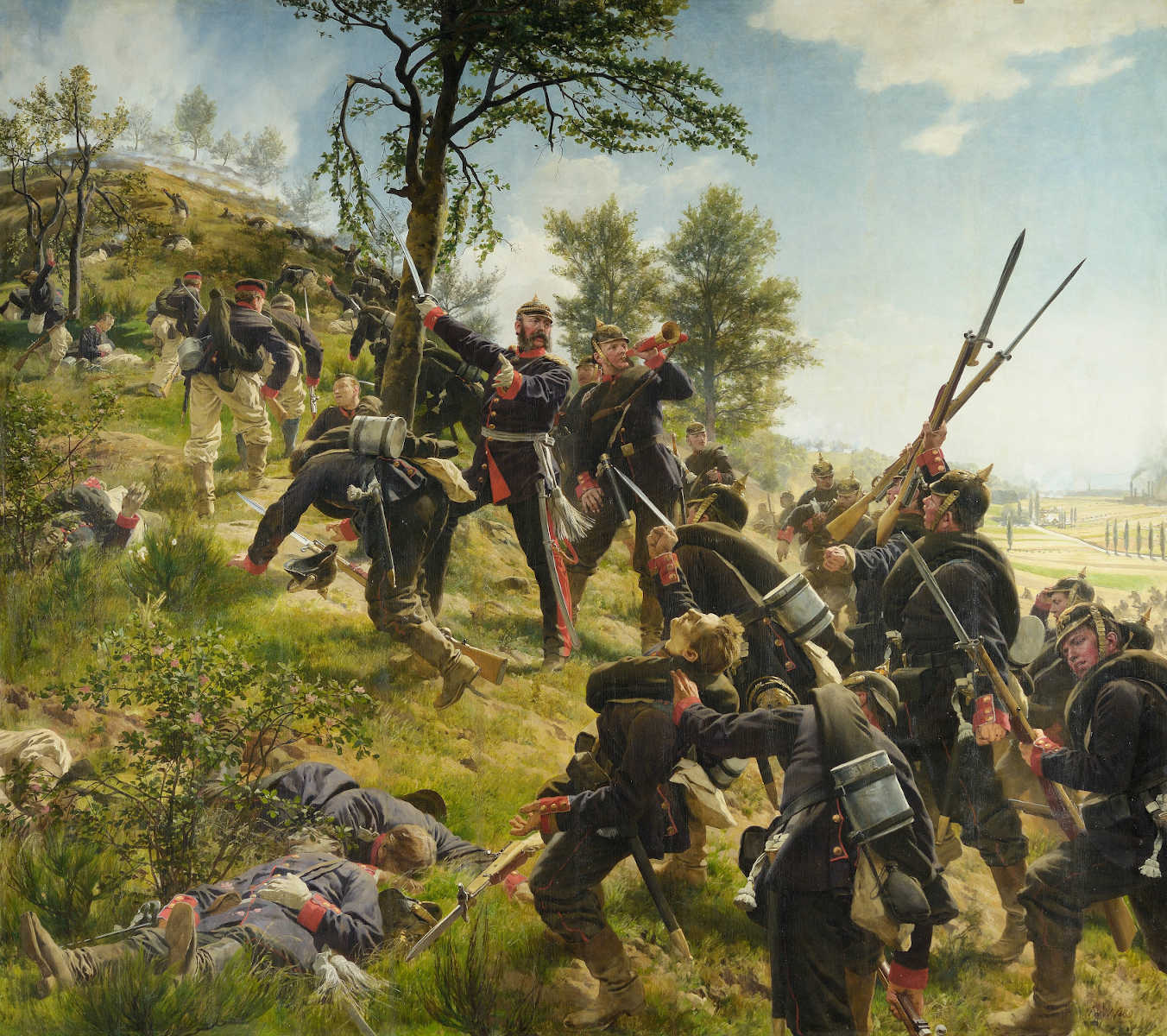
Anton von Werner: Sturm auf den Spicherer Berg, Saarbrücker Rathauszyklus, Historisches Museum Saar

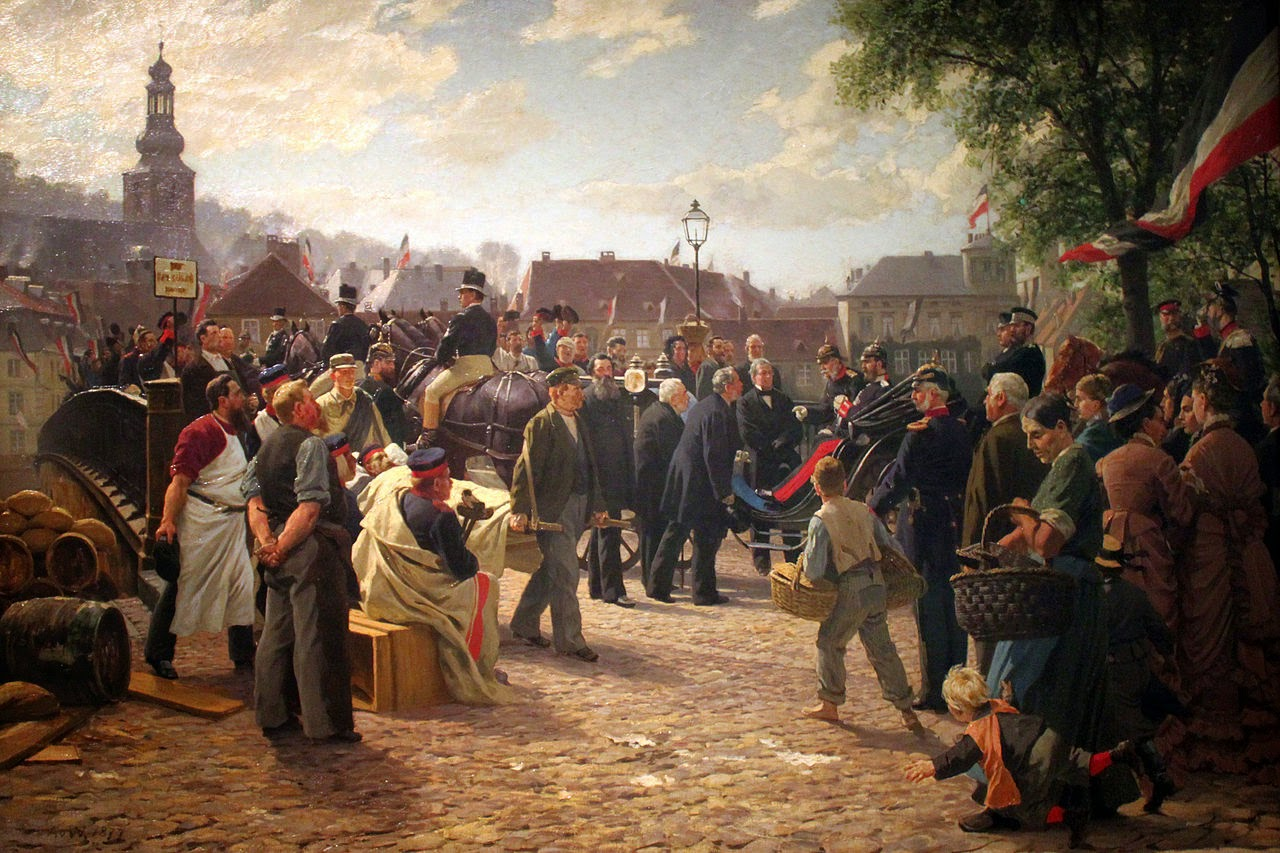
Farbskizze zu „Ankunft König Wilhelms I. in Saarbrücken“ mit der in der endgültigen Fassung getilgten Darstellung von Katharine Weißgerber (Deutsches Historisches Museum)

Im Jahr 1877 stellte Werner den Entwurf zum gesamten Zyklus als Farbskizzen vor. Im Gesamtzusammenhang wollte Werner Saarbrücker Heimatgeschichte als Teil der deutschen Nationalgeschichte darstellen, die Tapferkeit des deutschen Soldaten rühmen und die Vereinigung der deutschen Stämme feiern. So stellt der Wandbilderzyklus mit den Hauptbildern den von Bruno von François angeführten Sturm auf den Roten Berg, die Ankunft König Wilhelms am 9. August 1870 in Saarbrücken (die, so wie dargestellt, historisch nicht stattgefunden hatte) und die Victoria als Allegorie auf die Einigung der deutschen Stämme dar. Den ersten beiden Hauptbildern sind Großporträts von Helmuth von Moltke, Otto von Bismarck, Kronprinz Friedrich Wilhelm und Prinz Friedrich Karl zugeordnet.
Bis es zur Ausführung der Wernerschen Pläne kam, mussten auf Drängen der Landeskunstkommission zahlreiche Änderungen an Werners Entwürfen vorgenommen werden. Die Kommission vermisste auf den Gemäldeentwürfen einen ernsteren Charakter, „welche die Darstellung dieser vaterländischen Stoffe und historischen Persönlichkeiten, besonders an einer geschichtlich so bedeutsamen Stätte forderten“.
Werner hatte in den beiden Hauptbildern, in bewusster Abwendung von der idealistischen Monumentalmalerei Wilhelm von Kaulbachs volksnahe Motive mit starkem Lokalkolorit eingestreut, die für die Saarbrücker und St. Johanner Bürger der damaligen Zeit sofort erkennbar gewesen waren. Besonders das Bild von der Ankunft des preußischen Königs war Werner trotz der monumentalen Ausmaße geradezu zu einem Genrebild geraten. Werner beabsichtigte offensichtlich, ein Stimmungsbild der gesamten Bevölkerung der beiden Saarstädte, von der Dienstmagd bis hin zu den Stadthonoratioren, vereint in der euphorischen Jubellaune bei der Ankunft des preußischen Königs, einzufangen. Die Dargestellten tragen individuelle Züge.
Die Szene mit der Ankunft König Wilhelms, die sich in dieser Form nicht abgespielt hat, findet an der Alten Brücke auf der St. Johanner Seite statt. Sandsäcke und Fässer zeugen noch von den kurz zuvor stattgefundenen Kampfhandlungen. Im Hintergrund ist die Schlosskirche zu erkennen. Das Haus mit fahnengeschmücktem Rundturm auf der anderen Saarseite hinter der Kutsche ist das Absteigequartier des Königs. Im Mittelgrund des Bildes erhebt sich der König grußentbietend in seiner Kutsche und wird von Bürgermeister Johann Carl Schmidtborn willkommen geheißen. Neben dem König sitzt sein Flügeladjutant Oberstleutnant Armand von Lucadou.

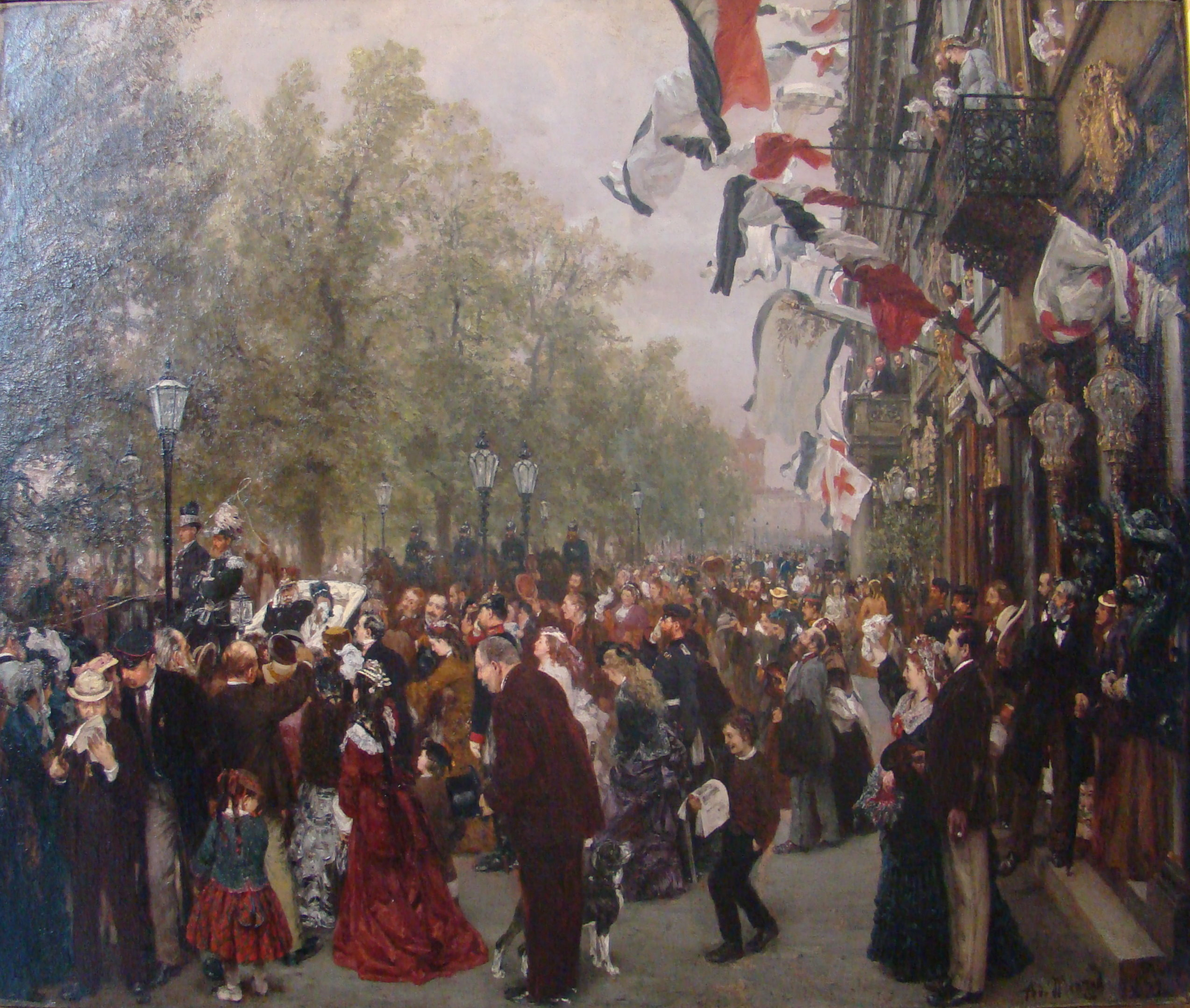
Adolph von Menzel: Abreise König Wilhelms I. zur Armee am 31. Juli 1870

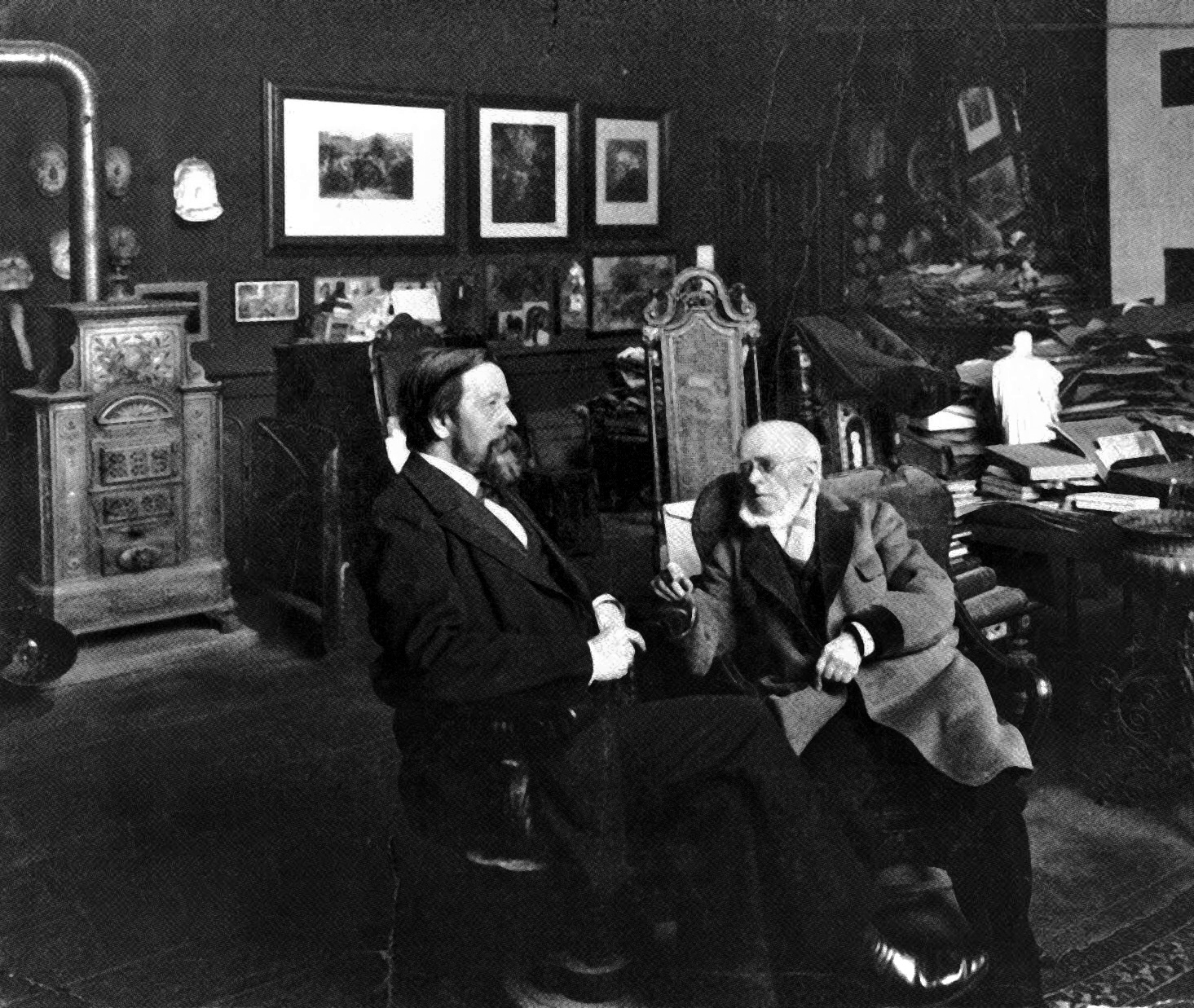
Anton von Werner im Gespräch mit Adolph von Menzel, Berlin um 1895

Im Vergleich mit Adolph von Menzels Gemälde „Abreise König Wilhelms I. zur Armee am 31. Juli 1870“, das in Thema und Komposition mit dem Gemälde Werners verwandt ist, zerfällt Werners Bild in zahlreiche Einzelszenen und wirkt wie ein im Augenblick eingefrorenes Ereignis. Menzels Gemälde wirkt dagegen wie aus einem Guss und fängt eher die Atmosphäre der Situation ein.
Die Landeskunstkommission kritisierte an der Wernerschen Farbskizze die in der Volksmenge untergebrachten Gestalten des Saarbrücker Bäckers, des Schmieds und der korbtragenden Katharine Weißgerber, die offensichtlich zu wenig vom Geschehen begeistert dargestellt wurden und zu sehr vom Bildinhalt ablenkten. In der Endfassung fehlt dementsprechend die Darstellung von Katharine Weißgerber. Des Weiteren ist im Vordergrund statt eines Jungen mit Körben in der Hand ein Junge mit Säbel und Fahne zu sehen.
In dem Bild „Sturm auf den Spicherer Berg“ folgte Werner den zeitgenössischen Schilderungen der Schlacht mit der Heldentat des Generals Bruno von François. Es zeigt den Moment am Nachmittag des 6. August 1870, als General von François den soeben angekommenen Infanteristen der neunten Kompanie des Niederrheinischen Füsilier-Regiments Nr. 39 durch das Signal eines Bläsers den Angriff auf den Roten Berg befiehlt.
Auch in diesem Bild musste der Künstler Veränderungen vornehmen, die das Geschehen in theatralischer Weise dramatisierten und Opferbereitschaft und Siegesentschlossenheit der deutschen Soldaten mehr hervorhoben. So ist in der endgültigen Fassung im Vordergrund ein Soldat eingefügt, der von einer Kugel tödlich getroffen den rechten Arm hochreißt und nach hinten fallend von einem Soldaten aufgefangen wird. Diese Darstellung stellt einen Vorgriff auf den ganz ähnlich geschilderten Tod des Generals kurz nach der Erstürmung des Berges dar, so dass nun Heldentat und Heldentod in einem einzigen Bild vereint sind.
Das „Victoria“-Gemälde zeigt zwei muskulöse Recken, die die nördlichen und südlichen deutschen Stämme personifizieren sollen. Ein bajuwarischer und ein borussischer Krieger in antikisierendem Aufzug über einem gestürzten Feldherrn mit zerbrochenem napoleonischen Feldzeichen besiegeln das im Krieg geschmiedete Bündnis mit einem kräftigen Handschlag. Ein sterbender Krieger scheint den verbrüdernden Handschlag segnen zu wollen. Zwischen den beiden stehenden Kriegern ist ein am Boden liegender römischer Feldherr angedeutet, der mit ersterbender Hand den Stab eines napoleonischen Feldzeichens umfängt. Er steht sowohl für den von Hermann dem Cherusker im Jahre 9 n. Chr. in der Schlacht im Teutoburger Wald geschlagenen Publius Quinctilius Varus als auch für den 1870 bei Sedan besiegten Napoleon III. Während der linke Recke das Fahnentuch ergreift, erhebt der andere die Hand zum Schwur. Ein jugendlicher mittelalterlicher Schildknappe steht als Allegorie für das Heilige Römische Reich Deutscher Nation. Er schlägt historisch die Brücke zum zweiten deutschen Kaiserreich, das allerdings ohne Beteiligung Österreichs und der deutschsprachigen Schweiz gegründet wurde. Mit der Anspielung auf eine mythische Einheit der Germanen in grauer Vorzeit soll die als schmachvoll empfundene Erinnerung an das Ende des Heiligen Römischen Reiches im Jahr 1806 und die folgende Zeit der Kleinstaaterei und der Revolution von 1848 ein für alle Mal getilgt werden. Die allegorische Konstellation nimmt Bezug auf den deutschen Sieg über Napoleon III. am preußisch-bayerisch-französischen Drei-Länder-Eck bei Saarbrücken und verbindet diesen gedanklich mit der antiken Varusschlacht.
Als Lichtgestalt schwebt über dem Handschlag der Recken die Siegesgöttin Victoria. Sie hält einen Lorbeerzweig in ihrer Linken, in ihrer erhobenen Rechten die sich gestalterisch an der mittelalterlichen Reichskrone anlehnende neue deutsche Kaiserkrone, die allerdings als Kronjuwel nie zur Ausführung gelangte.
Das Bild von der Erstürmung der Spicherer Höhen platzierte Werner direkt gegenüber dem Saaleingang, das Bild von der Ankunft König Wilhelms kam gegenüber der Fensterseite zur Aufhängung. Dies erklärt auch die unterschiedliche Breite der Bilder. Zwischen den Eingangstüren fand das „Victoria“-Gemälde seinen Platz. Durch die Einlassung der Porträts in Scheinnischen erzielte Werner eine architektonische Gliederung. Die Scheinnischen wurden von Tugendfiguren im Stile Michelangelos mit Herrschaftsinsignien und gewundenem Lorbeer überfangen. An der mannshohen Sockelvertäfelung wurden Kartuschen mit Leitsprüchen angebracht:
- Kronprinz Friedrich: „Furchtlos und beharrlich“ (sowohl als Verweis auf seinen Einsatz als Führer der 3. Armee, als auch auf die ihn erwartenden Aufgaben als künftiger Kaiser des Deutschen Reichs)
- Prinz Friedrich Karl: „Ich wag´s, Gott walt´s“ (als Verweis auf seine Erfolge als Oberkommandeur der 2. Armee, die ihm am 28. Oktober 1870 die Beförderung zum Generalfeldmarschall brachte)
- Moltke: „Erst wägen, dann wagen“ (als Verweis auf seine taktischen Kriegsplanungen)
- Bismarck: „Ohne Kaiser kein Reich“ (als Verweis auf Bismarcks Rolle als „Schmied des Reiches“)

### Weitere Ausstattung des Saales

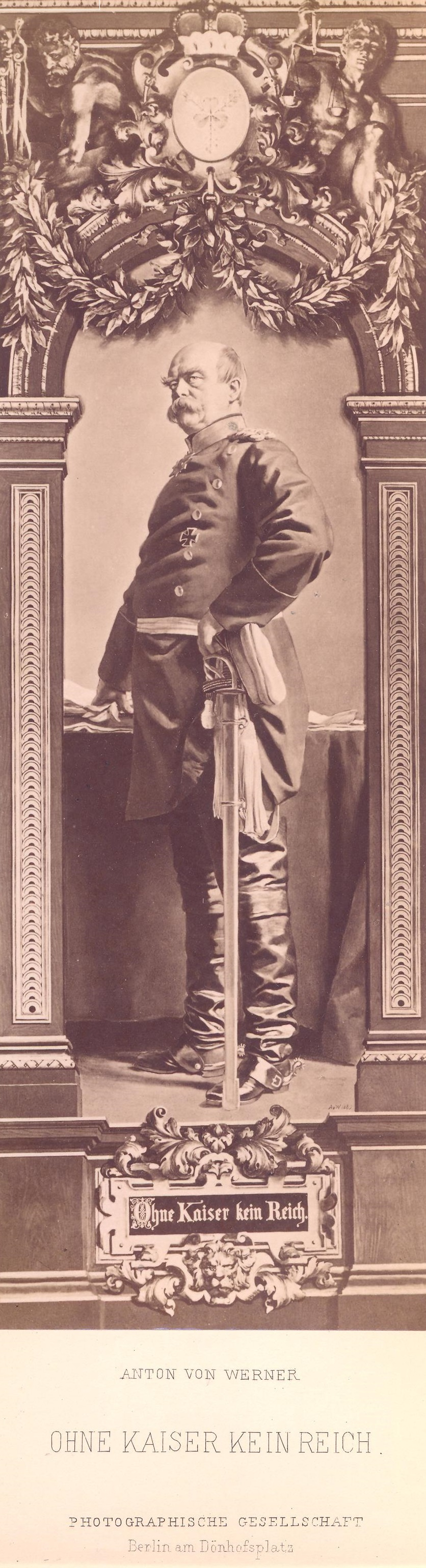
Porträt Otto von Bismarcks im Saarbrücker Ratssaal, fotografische Reproduktion aus dem Jahr 1895

Der Saal wurde im Neorenaissance-Stil prächtig mit Eichenholz vertäfelt und die Raumdecke ausstuckiert und bemalt, der Boden war mit Parkett versehen.
Auf der ersten Saaltür wurden Medaillons mit Bildnissen der Generäle August Karl von Goeben (Kommandierender General in der Schlacht von Spichern), Constantin von Alvensleben (Kommandierender General des III. Armee-Korps), Georg von Kameke (Kommandeur der 14. Division in der Schlacht bei Spichern), Bruno von François (Befehlshaber des Niederrheinischen Füsilier-Regiments Nr. 39 und des Hannoverschen Infanterie-Regiments Nr. 74 in der Schlacht), des Obersts Johann Wolfgang Eduard von Reuter vom 12. Regiment (an seiner Kriegsverwundung in Saarbrücken gestorben) und des Oberleutnants Paul Hildebrandt vom 3. Artillerie-Regiment (schwer verwundet bei der Erstürmung der Spicherer Höhen und später in einem Saarbrücker Lazarett gestorben) angebracht.
Auf der zweiten Saaltür fanden die Bildnisse verdienter Bürger und Bürgerinnen der Stadt Saarbrücken und der Nachbarstadt St. Johann ihren Platz: des Bürgermeisters Johann Carl Schmidtborn, des Beigeordneten Friedrich Braun, von Ida Schmidt (Saarbrücken) und Ida Röchling (St. Johann) als Trägerinnen des Louisenordens sowie der Ärzte Hermann Jordan und Carl Schmidtborn.
Über den Türen waren schwarze Marmortafeln eingelassen, auf denen in Goldschrift links König Wilhelms Proklamation „An mein Volk“ vom 31. Juli 1870 und rechts die erste Kaiser-Proklamation „An das deutsche Volk“ aus Versailles vom 18. Dezember 1871 zu lesen waren.
In den Glasmalereien der Fenster wurden die Wappen von Nassau-Saarbrücken und der beiden Städte Saarbrücken und St. Johann dargestellt.
Die Mitte der kassettierten Decke des Saales nahm ein monumentaler Reichsadler ein, der von einem wehenden Spruchband umgeben war, das ein Zitat des Dichters Joseph Victor von Scheffel beinhaltete:

„Erweckt durch Blitz und Kampfgefahr
Und treuer deutscher Helden Tod,
Sah siegreich hier der Kaiseraar
Des Reiches blutig Morgenrot.“

Die vier Ecken der Decke zeigten die Wappen des Königreichs Preußen, der Preußischen Rheinprovinz und der Schwesterstädte Saarbrücken und St. Johann. Zu beiden Seiten des Reichsadlers hingen zwei Kronleuchter ausgehend von goldenen Rosetten herab, und Sinnsprüche füllten den freien Raum. In dem Fries unter dem Hauptsims der Decke waren zwischen Lorbeerkränzen Schilder mit den Namen der Hauptschlachten des Deutsch-Französischen Krieges angebracht.

### Einweihung und weitere Geschichte
Der Saal wurde am 8. August 1880, dem zehnjährigen Gedenktag der Schlacht bei Spichern, durch den Oberpräsidenten der preußischen Rheinprovinz, Moritz von Bardeleben, in Anwesenheit hoher Vertreter der Zivil- und Militärbehörden feierlich eingeweiht und die Bilder durch Anton von Werner selbst der Öffentlichkeit präsentiert. Der Anbau wurde als repräsentativer Sitzungs- und Festsaal genutzt und entwickelte sich zu einem beliebten Ziel für Touristen, die das Schlachtfeld von Spichern besuchten. Nach der Vereinigung der Saarstädte zur Großstadt Saarbrücken im Jahr 1909 verlor das Rathaus seine Funktion an das Rathaus St. Johann.
Nach der Eingliederung des Saargebietes in das Deutsche Reich wurde im Juni 1936 im Ratssaal und einem angrenzenden Raum das Spichern-Museum eröffnet, das im Sinne der nationalsozialistischen Ideologie die Rolle des Saargebietes als Bollwerk gegen Frankreich darstellen sollte. Mit dem Zyklus als Mittelpunkt wurden weitere Gemälde, Zeichnungen, Fotos, Pläne, Kriegsgerät und verschiedene Memorabilien ausgestellt, die in Zusammenhang mit der Schlacht standen. Der Verein der Offiziere des ehemaligen 8. Rheinischen Infanterie-Regimentes Nr. 70 steuerte drei Bronzebüsten sowie drei große und fünf kleinere Ölgemälde bei, darunter die beiden Gemälde „Angriff auf St. Privat“ und „Angriff auf St. Quentin“ von Carl Röchling. Aus Privatbesitz stammten des Weiteren 103 Originalzeichnungen Röchlings zur „Saarbrücker Kriegschronik“ von Albert Ruppersberg, die im Jahr 1895 zum 25. Jahrestag der Schlacht bei Spichern erschienen war.
Das Museum bestand nur wenige Jahre, da es zu Beginn des Zweiten Weltkrieges im Jahr 1939 erstmals und dann im Jahr 1942 endgültig evakuiert wurde. Das Alte Rathaus samt Anbau wurde beim schweren Bombenangriff auf Saarbrücken vom 5. Oktober 1944 zerstört. Die Gemälde des Zyklus konnten gerettet werden; der Verbleib der Türen und der Bildmedaillons ist unbekannt.
Ab 1947 wurde das Alte Rathaus ohne den Anbau wieder aufgebaut. Die Gemälde blieben in den folgenden Jahrzehnten in zusammengerolltem Zustand auf dem Dachboden des Rathauses St. Johann eingelagert. Der Gemäldezyklus kam in den Anfangsjahren des Saarlandmuseums zeitweise ins Blickfeld, als es um die Neuausrichtung der Museumssammlung ging. Rudolf Bornschein, seit 1955 Direktor des Museums, tätigte als einer der ersten deutschen Museumsdirektoren Ankäufe von Künstlern, die von den Nazis als „entartet“ gebrandmarkt worden waren, und erweiterte den Bestand des Museums über die für die Region wichtige Kunst hinaus um Werke der Klassischen Moderne. Als Bornschein im Jahr 1956 die Gemälde „Blaues Pferdchen“ von Franz Marc und „Moorlandschaft“ von Karl Schmidt-Rottluff ankaufte, polemisierte der ehemalige NSDAP-Funktionär und damalige Landtagspräsident Heinrich Schneider (DPS) dagegen in einem Artikel der Zeitung „Deutsche Saar“: „Die vorhandenen Mittel sollten dazu verwendet werden, saarländisches Kulturgut, das vielleicht in trostlosem Zustand in den Magazinen des Saarland-Museums lagert, wie z. B. die Gemälde von Anton v. Werner, zu restaurieren und auszustellen [...]“. Der Saarbrücker Stadtrat beschloss dementsprechend auf Antrag der DPS-Fraktion, die dort die Mehrheit hatte und mit Fritz Schuster auch den Oberbürgermeister stellte, die Restaurierung des Gemäldezyklus zu einem Preis von 900.000 Franken.
Nachdem eine Restaurierung nicht zustande gekommen war und auch alle Bemühungen gescheitert waren, die Gemälde als Dauerleihgabe an Institutionen abzugeben, so z. B. an das Wehrgeschichtliche Museum Rastatt, gingen die Gemälde im Jahr 1994, fünfzig Jahre nach der Zerstörung des Alten Rathauses, als Schenkung an zwei Privatpersonen, Klaus Gersonde (1934–2010), Professor für Medizintechnik an der Universität des Saarlandes, und Paul Strieder. Die Schenkung war an die Bedingung geknüpft, die Bilder zu restaurieren und der Öffentlichkeit wieder zugänglich zu machen. Fünf der insgesamt sieben Gemälde des Zyklus wurden in der Folge von zwei russischen, in Thüringen tätigen Restauratoren zwischen 1998 und 2001 fachgerecht restauriert. Seit dem Jahr 2007 lagerte der Gemäldezyklus in der Alten Baumwollspinnerei in St. Ingbert. Eine ursprünglich geplante dauerhafte Präsentation an diesem Standort konnte aufgrund der langwierigen Umbauarbeiten des Gebäudes nicht umgesetzt werden.
Die Gemälde gelangten schließlich in die Obhut des Historischen Museums Saar und im Januar 2021 wurde bekannt, dass das Museum den Bilderzyklus erworben hat. Nach Angaben des Museumsleiters Simon Matzerath ist es der größte Ankauf, den das Museum seit seiner Gründung im Jahr 1985 getätigt hat. Finanziell unterstützt wurde der Ankauf durch die Kulturstiftung der Länder, den Förderverein für das Historische Museum Saar, die Willy-Walch-Stiftung und die Saarland-Sporttoto GmbH.
Der Gemäldezyklus wurde von März bis Oktober 2021 in einer Ausstellung mit dem Titel „Monumente des Krieges – Der Saarbrücker Rathauszyklus Anton von Werners und unser Bild vom Deutsch-Französischen Krieg 1870/71“ des Historischen Museums Saar öffentlich gezeigt. Eine ursprünglich für 2020 geplante Eröffnung anlässlich des 150-Jahr-Gedächtnisses der Schlacht von Spichern hatte aufgrund der COVID-19-Pandemie verschoben werden müssen. Eine ins Auge gefasste Kooperation mit dem Saarlandmuseum kam nicht zustande. Die Wiederherstellung der beiden noch nicht restaurierten Gemälde erfolgte in einem für Besucher frei zugänglichen Raum der Ausstellung. Mitte Mai 2021 konnten die Arbeiten am Porträt Bismarcks beendet werden, das fertige Gemälde war dann in der Ausstellung zu sehen. Da die Restaurierung des Gemäldes „Ankunft des Königs“ noch längere Zeit in Anspruch nahm, wurde in der Ausstellung die dazu gehörige Farbskizze Anton von Werners aus dem Deutschen Historischen Museum gezeigt. Anfang September 2022 konnten die Restaurierungsarbeiten an diesem Gemälde abgeschlossen werden.
Die Gemälde sollen in Zukunft eine zentrale Rolle bei der Neugestaltung des Historischen Museums Saar einnehmen.

## Künstlerische Rezeption

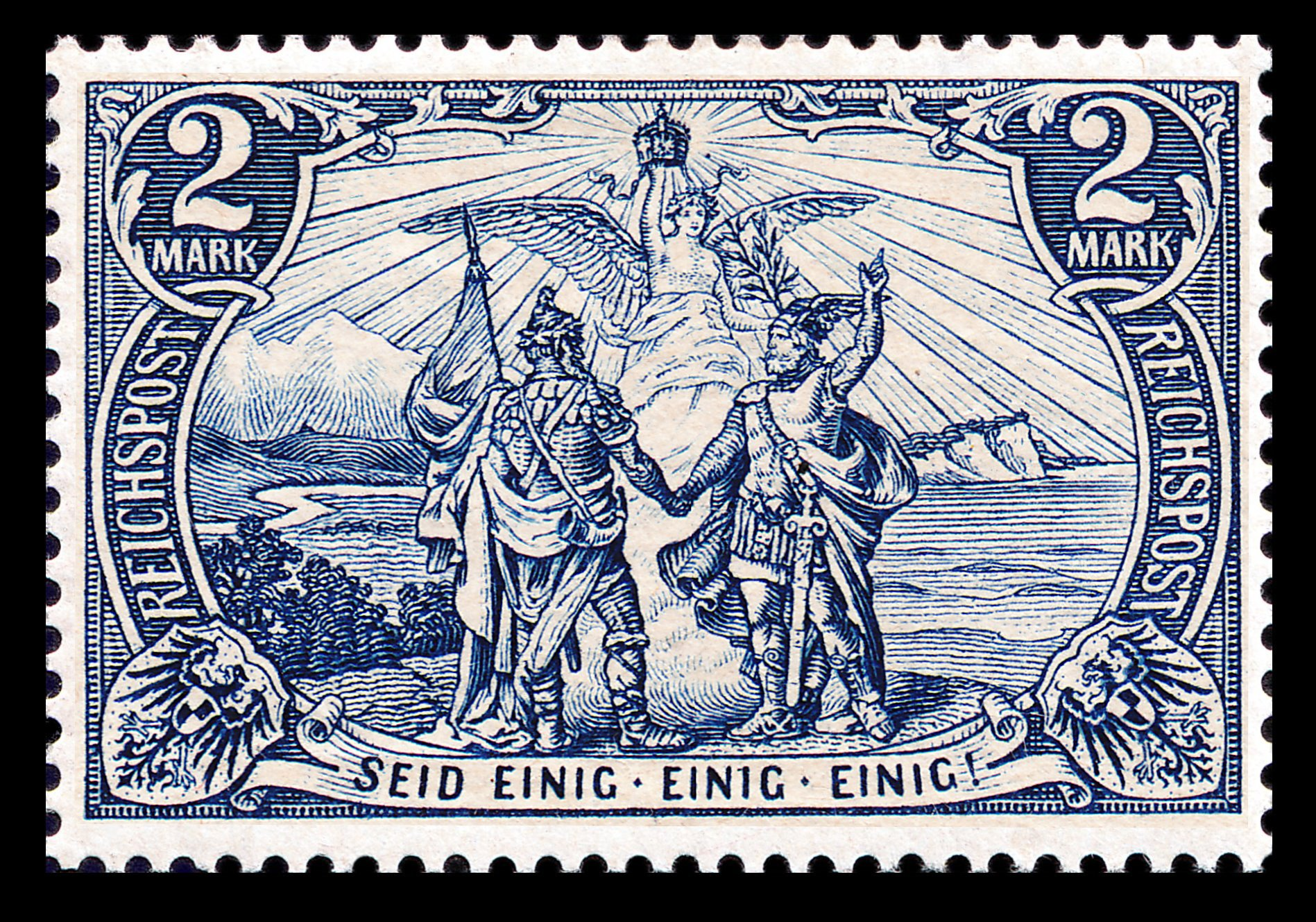
Briefmarke nach dem „Victoria“-Gemälde

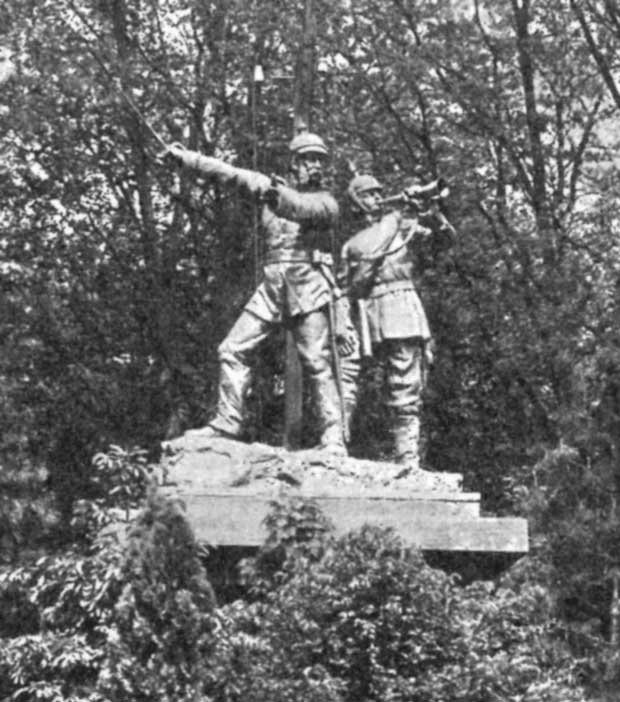
Figurengruppe „Von François mit Trompeter“

Das Victoria-Gemälde diente als Motiv einer Dauerbriefmarkenserie der Reichspost mit repräsentativen Darstellungen des Deutschen Kaiserreichs.
Im Jahr 1897 wurde das Victoria-Gemälde in der Zeitschrift Moderne Kunst in Meisterholzschnitten (11, 1897, S. 85) zusammen mit einem Gedicht unter dem Titel Deutschlands Einigung von Adalbert von Hanstein veröffentlicht:

„Im Donner der Schlacht, vom Sturmwind umfacht,/Der das Reich und die Einheit geboren,/ Haben Süd und Nord mit eisernem Wort/Den Bund sich der Treue geschworen./Im Friedenslicht mild vor dem Heldenbild/Des Kaisers von hundert Jahren/Steh´n heut´sie bereit, zu erneuern den Eid/Und ewig -- ewig zu wahren!“

Der Bildhauer Wilhelm Schneider modellierte 1895 zum 25-jährigen Gedenken der Schlacht zwei lebensgroße Statuen nach dem Bildausschnitt, der Bruno von François und den Trompeter zeigt. Die Figurengruppe „Von François mit Trompeter“ wurde als provisorisches Gipsmodell vor der Bergwerksdirektion in St. Johann aufgestellt und danach in den St. Johanner Volksgarten gebracht, wo es lange Jahre stand und ungeschützt der Witterung ausgesetzt mit der Zeit verfiel. Zu einem unbekannten Zeitpunkt wurden die Reste beseitigt. Die Ausführung eines gleichartigen Denkmals aus galvanisiertem Bronzeguss scheiterte an der Kostenfrage und der Frage einer möglichen Beteiligung der Stadt St. Johann an der Finanzierung des Projekts.
Der Maler Moritz Götze nahm den Saarbrücker Rathauszyklus und weitere Bilder Anton von Werners zum Deutsch-Französischen Krieg als Vorlagen für eigene Gemälde, die in mehreren Ausstellungen gezeigt wurden, so im Jahr 2007 im Saarlandmuseum in Saarbrücken und im Jahr 2009 im Museum Junge Kunst in Frankfurt (Oder), dem Geburtsort Anton von Werners.